# Newfoundland Quay
El Newfoundland Quay es un rascacielos residencial de 220 metros ubicado en Isle of Dogs, Londres. Fue diseñado por los arquitectos Horden Cereza Lee y los ingenieros estructurales WS.

## Historia
South Quay Properties, Ltd, subsidiaria de Canary Wharf Group, entregó la aprobación necesaria para la construcción a Tower Hamlets en junio de 2013 para la construcción de un edificio de 58 plantas de uso residencial, junto con algunos usos minoristas y aparcamiento automovilístico.
La estructura del edificio fue terminada en 2020 y fue inaugurado en 2021.

## Galería

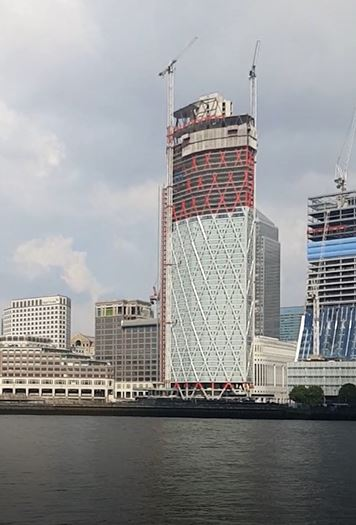
Construcción en mayo de 2018
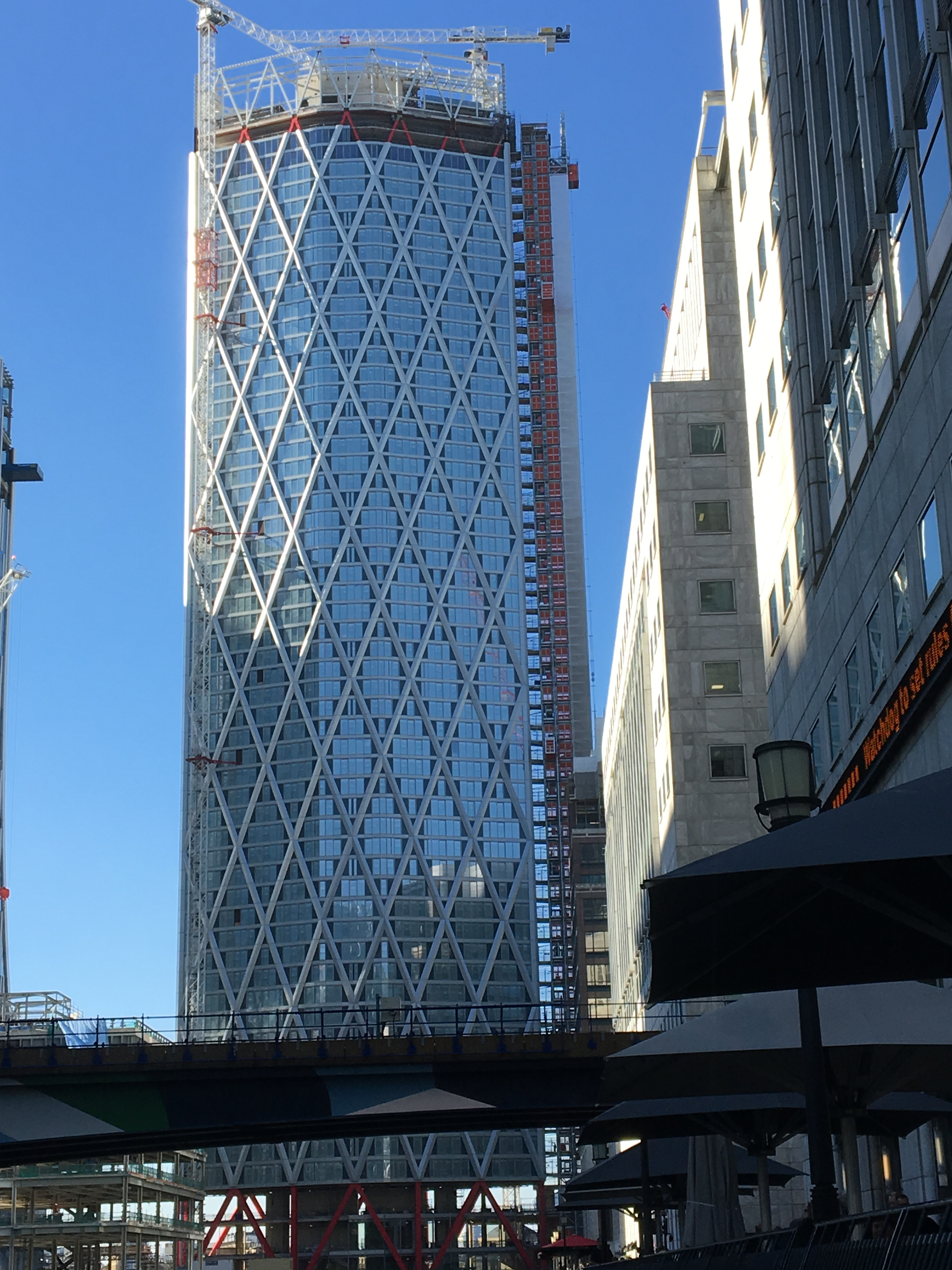
Construcción en octubre de 2018